# Дом Дракона (3-й сезон)
Третий сезон американского фантастического телесериала «Дом Дракона» был заказан в июне 2024 года, накануне премьеры второго сезона. В нём продолжится рассказ о Пляске Драконов — гражданской войне в королевстве Вестерос. Съёмки сезона запланированы на 2025 год.

## Сюжет
Сценарий «Дома Дракона» основан на книге американского фантаста Джорджа Мартина «Пламя и кровь». Её действие происходит на вымышленном континенте Вестерос во время гражданской войны, известной как Пляска Драконов. В первом сезоне сериала показаны истоки конфликта, во втором начинается показ его активной части, масштабных и кровопролитных военных действий с участием драконов, который продолжится в третьем сезоне. Известно, в частности, что в начале третьего сезона флоты «чёрных» и «зелёных» сразятся при Глотке. Согласно одной из фанатских теорий, действие сезона начинается сразу после коронации Рейениры Таргариен (ставленницы «чёрных»). При этом третий сезон не станет последним: будет снят ещё как минимум один.

## В ролях

### Основной состав
- Мэтт Смит — Дейемон Таргариен
- Оливия Кук — Алисента Хайтауэр
- Эмма Д’Арси — Рейенира Таргариен
- Рис Иванс — Отто Хайтауэр
- Стив Туссен — Корлис Веларион
- Соноя Мидзуно — Мисария
- Фабьен Франкель — Кристон Коль
- Мэттью Нихэм — Ларис Стронг
- Джефферсон Холл — Тиланд Ланнистер и Джейсон Ланнистер
- Гарри Коллетт — Джекейрис Веларион
- Том Глинн-Карни — Эйегон II Таргариен
- Юэн Митчелл — Эйемонд Таргариен
- Фиа Сабан — Хелейна Таргариен
- Бетани Антония — Бейла Таргариен
- Фиби Кэмпбелл — Рейна Таргариен
- Киран Бью — Хью «Молот»
- Абубакар Салим — Алин из Халла
- Клинтон Либерти — Аддам из Халла
- Том Беннетт — Ульф Белый
- Фредди Фокс — Гвейн Хайтауэр
- Гейл Ранкин — Алис Риверс

### Приглашенные актёры
- Джеймс Нортон — Ормунд Хайтауэр
- Томми Флэнаган — Родерик Дастин
- Дэн Фоглер — Торрхен Мандерли
- Том Каллен — Лютор Ларджент
- Джоплин Сибтейн — Джон Рокстон
- Барри Слоан — Адриан Редфорт
- Саймон Рассел Бил — Саймон Стронг
- Аманда Коллин — Джейн Аррен
- Винсент Риган — Рикард Торне
- Курт Эгиаван — Орвиль
- Фил Дэниелс — Герардис
- Эллора Торчия — Кэт
- Джейми Кенна — Альфред Брум
- Джордон Стивенс — Элинда Масси
- Пол Кеннеди — Джаспер Уайлд
- Мишель Боннар — Мадам Сильви
- Дэниел Фазерс — Хамфри Леффорд
- Эбигейл Торн — Шарако Лохар
- Макс Роттсли — Лорент Марбранд
- Николас Джонс — Бартимос Селтигар
- Джеймс Дрейфус — Гормон Масси
- Самсон Каё — Муджа
- Джеймс Доэрти — Клэй

## Производство и релиз
Первые данные о работе авторов «Дома Дракона» над третьим сезоном появились в декабре 2023 года, когда второй сезон проходил стадию постпродакшена. Джордж Мартин рассказал, что в течение двух дней обсуждал идеи для третьего и четвёртого сезонов с шоураннером Райаном Кондалом и его сценаристами — Сарой Хесс, Ти Миккель, Дэвидом Хэнкоком и Филиппой Гослетт. «Не хочется торопиться с окончанием, — написал он в своём блоге, — но и нет желания тянуть время. Хочется найти очень приятное место для выхода, которое свяжет достаточно подвешенных концов, а другие намеренно оставит открытыми. Потому что, как мы знаем, эта история будет продолжаться еще 150 лет до Дейенерис». 3 января стало известно, что до конца месяца начнётся работа над сценарием сезона.
13 июня 2024 года, накануне премьеры второго сезона, HBO официально продлило «Дом Дракона» на третий сезон.